# Človek v ohrození

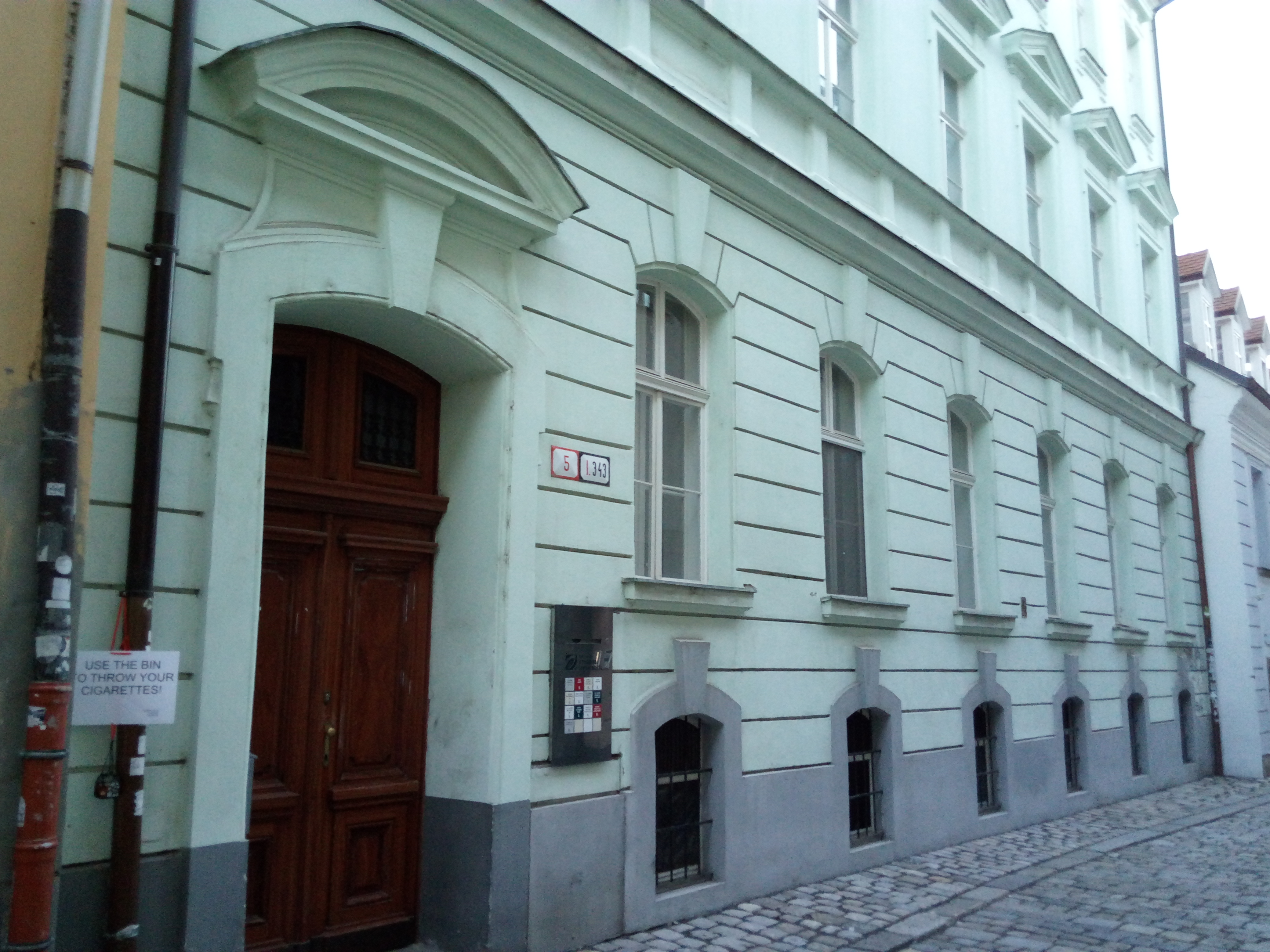
Sídlo organizace v Bratislavě

Človek v ohrození je slovenská humanitární, rozvojová, vzdělávací a lidskoprávní nezisková organizace se sídlem v Bratislavě, založená v roce 1999. Jejím posláním je účinně pomáhat lidem, kteří trpí následky válečných konfliktů, přírodních katastrof a autoritářských režimů. Vzdělávacími a osvětovými aktivitami na Slovensku přispívá k budování otevřené, tolerantní a solidární společnosti. Ředitelkou organizace je v současnosti (2021) Andrea Najvirtová. Do roku 2016 fungovala organizace jako občanské sdružení, po spojení s organizací Člověk v tísni Slovensko působí od roku 2016 s původním názvem jako nezisková organizace.

## Činnost organizace

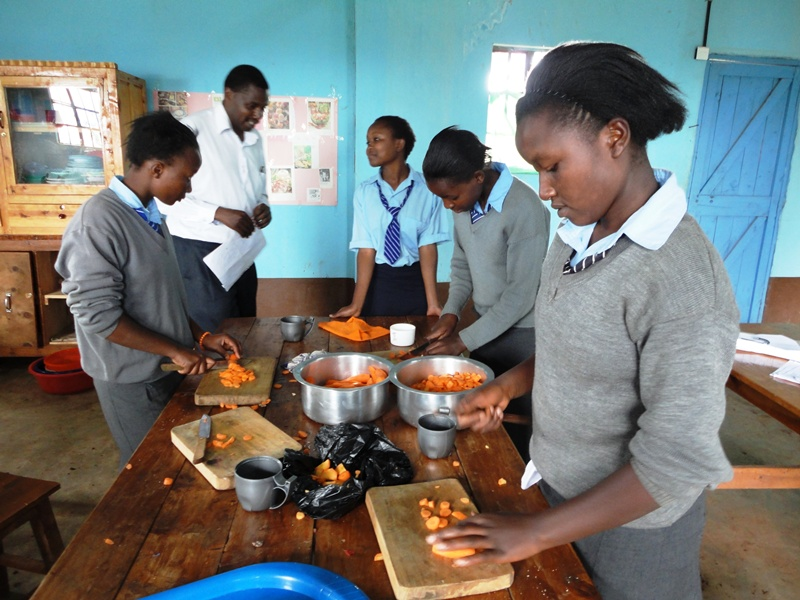
Činnost organizace v Keni v roce 2010.

### Humanitární pomoc
Človek v ohrození reaguje na vojenské konflikty a občanské nepokoje (Kosovo, Čečensko, Libanon, Keňa) a přírodní katastrofy (záplavy v Česku a na Slovensku, zemětřesení v Íránu a Pákistánu, tsunami v jihovýchodní Asii, sucha v Moldavsku, cyklón v Myanmaru). Človek v ohrození zasahoval po zemětřesení na Haiti, distribuoval vodu v největším utečeneckém táboře na světě v Dadaabe v Keni a na Srí Lance postavil po záplavách „slovenskou vesnici“.
Díky finančním prostředkům, jež pocházejí zejména od individuálních a firemních dárců, realizuje přímo na místě účinnou a adresnou pomoc.

### Rozvojová spolupráce
Aby nebyli lidé v zemích, kde pominula humanitární krize, závislí na zahraniční pomoci a mohli se postavit na vlastní nohy, soustřeďuje Človek v ohrození stále větší podporu na perspektivní rozvoj. Pracuje zejména v zemích, které nesou následky minulých válečných konfliktů, přírodních katastrof nebo se snaží vyrovnat s autoritářskými režimy. V chudých rozvojových zemích (Keňa, Afghánistán, Jižní Súdán) se věnuje oblastem, jako jsou výstavba škol, vzdělávání učitelů, snižování negramotnosti či zapojování žen do komunitního rozvoje.

### Podpora lidských práv
Nejvýznamnejší aktivity na podporu lidských práv vyvíjí Človek v ohrození na Kubě, kde podporuje nezávislé občanské aktivisty a intelektuály, a v Bělorusku, kde podporuje nezávislé novináře a občanské aktivisty.

### Globální vzdělávání
Na Slovensku ukazuje Človek v ohrození skutečný obraz problémů dnešního světa a vede směrem k toleranci a respektování lidských práv. Je spoluautorem Národní strategie globálního vzdělávání. Pro učitele vydává metodické příručky a základní a střední školy podporuje formou zážitkových workshopů, tematických promítaní s diskusemi a podporuje rovněž středoškolské blogery a aktivisty.

### Mezinárodní festival dokumentárních filmů Jeden svet
Človek v ohrození už několik let organizuje festival Jeden svet, který je jedinou kulturně vzdělávací akcí na Slovensku, která se komplexně věnuje lidskoprávním a globálním tématům.

## Ocenění
- 2012: Cena MOST 2011 od Rady mládeže Slovenska za projekt Nové médiá menia komunitu.[2]
- 2021: Cena za občanskou solidaritu Evropského hospodářského a sociálního výboru za projekt pomoci rómské komunitě během Pandemie covidu-19 na Slovensku.[3]